# Cerro Largo FC
Cerro Largo FC is een Uruguayaanse voetbalclub uit Melo. De thuiswedstrijden worden gespeeld in het Estadio Arquitecto Antonio Eleuterio Ubill, dat plaats biedt aan 6.000 toeschouwers. De clubkleuren zijn blauw-wit.

## Bekende (oud-)spelers
- Martín Campaña